# الزعفراني (كوم حمادة)
قرية الزعفراني هي إحدى القرى التابعة لمركز كوم حمادة في محافظة البحيرة في جمهورية مصر العربية. حسب إحصاءات سنة 2006، بلغ إجمالي السكان في الزعفراني 6787 نسمة، منهم 3589 رجل و3198 امرأة.

## التاريخ
قرية الزعفراني من القرى القديمة، حيث وردت في قوانين ابن مماتي وفي تحفة الإرشاد من أعمال حوف رمسيس، وفي التحفة السنية لابن الجيعان من أعمال البحيرة.